# Mina Quebrada Blanca
Quebrada Blanca es una mina de cobre a cielo abierto en el desierto de Atacama, en el norte de Chile. Se encuentra en los Andes a una altitud de 4.400 metros sobre el nivel del mar y a unos 240 km al sureste de la ciudad portuaria de Iquique.

## Geología
Quebrada Blanca es un pórfido cuprífero y de molibdeno de edad Eoceno Superior (38-35 Ma). Su complejo plutónico intruye a la formación Collahuasi y conforma un bloque paleozoico limitado hacia el oeste por el sistema de fallas de Domeyko y hacia el este por la falla El Loa y el actual arco volcánico.

## Explotación
La compañía minera canadiense Teck Resources ha explotado la zona de enriquecimiento supérgeno desde 1992. Actualmente, Teck posee el 60% de la mina, el Grupo Sumitomo (a través de Sumitomo Metal Mining Co. y Sumitomo Corporation) posee el 30% y la estatal chilena Codelco posee el 10%. En 2023, produjo 64.300 toneladas de cobre, frente a las 9.500 toneladas de cobre de 2022. La mejor cifra de producción de Quebrada Blanca fue en 2009, cuando produjo más de 87 mil toneladas de cobre.
Tras años de retrasos, en octubre de 2023 Quebrada Blanca inauguró el inicio de un gran proyecto de ampliación, cuyo estudio de impacto ambiental había sido presentado en 2016. El proyecto incluye, entre otras cosas, la construcción de una nueva trituradora de gran tamaño.  Esta denominada fase dos de Quebrada Blanca (QB2), permitirá producir cerca de 320 mil toneladas de cobre durante los primeros cinco años de operación.

## Compra de acciones de Codelco de 2024
En 2024 la estatal ENAMI vendió su 10% de acciones en Quebrada Blanca a Codelco. Los términos de la compra fueron criticados por la Sociedad Nacional de Minería por falta de transparencia.
Previo a la venta el 10% de las acciones de Quebrada Blanca constituían el principal activo de ENAMI, y su venta tuvo como objetivo capitalizar la empresa y cancelar parte de las deudas de ENAMI. Los críticos señalan que las acciones se vendieron a precios inferiores a los que habrían pagado las empresas privadas y que la venta es parte de un patrón de empobrecimiento de ENAMI a costa de beneficiar a Codelco.